# 浜田雅功
浜田 雅功（はまだ まさとし、1963年〈昭和38年〉5月11日 - ）は、日本のお笑いタレント、司会者、俳優、歌手、声優。お笑いコンビダウンタウンのツッコミ担当。相方は松本人志。愛称は、浜ちゃん（はまちゃん）。
大阪府大阪市浪速区生まれ、兵庫県尼崎市育ち。吉本興業所属。NSC大阪校1期生。戸籍上の正式な名前の表記は、濵田 雅功。
妻は女優でタレントの小川菜摘、長男はロックバンドOKAMOTO'Sのメンバーでベーシストのハマ・オカモト。

## 略歴

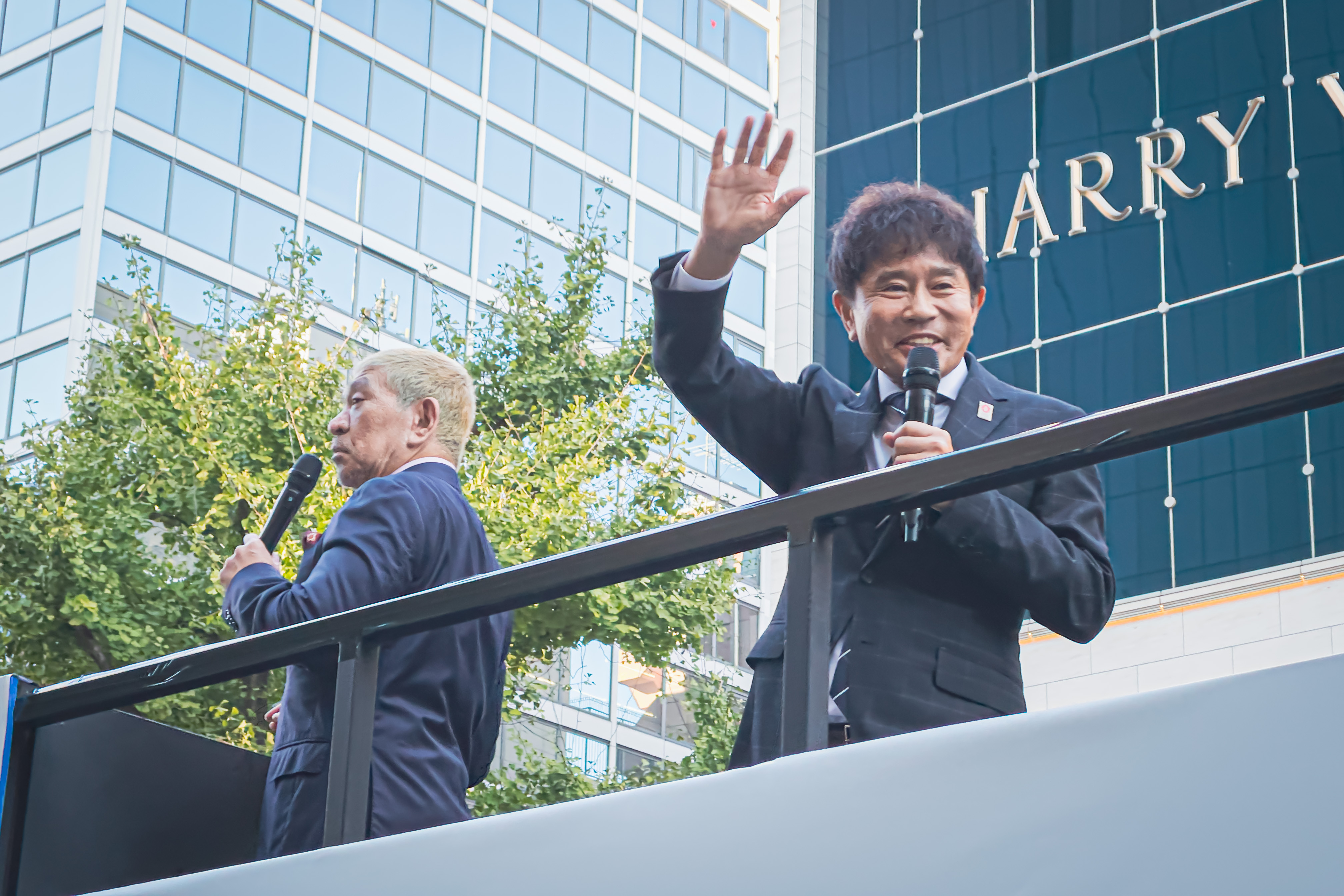
御堂筋ランウェイ2022にて、相方の松本と

大阪府大阪市浪速区で生まれ、兵庫県芦屋市に引越し家族で暮らしていたが幼稚園に上がる頃には尼崎市へ再び引越す。
尼崎市立潮小学校、尼崎市立大成中学校、日生学園第二高等学校卒業。小・中学校の同級生には後の相方となる松本、放送作家の高須光聖がいた。小・中学校時代のあだ名は「浜ちょん」。小学生の頃は松本と同じクラスにはならなかったため、交流は少なかったものの中学2年時には松本と同じクラスとなり、親睦を深めるようになる。当時、共に遊んでいた松本の相方・伊東と浜田が喧嘩へ発展し、その喧嘩が終わった後で松本が浜田に「まっつん、もう行こうや」と促されて「何かよう分からんけど浜田の方について行った」「あの時伊東についていったらダウンタウン結成はなかった」と述懐したエピソードはコンビ結成の瞬間として、松本により度々語られている。後にこの喧嘩の発端は2003年12月27日に開催された『放送室 高須ちゃん生誕40周年祭り』日本武道館公開録音にて、伊東本人が「浜田がよく俺の弟をようおちょくってて、最初は俺も笑っとったけど段々兄貴としてムカついた」のが喧嘩に繋がったと回想している。
同じく中学時代、友人の家に松本らと遊びへ行ってみると留守だったため、家のドアをノコギリで切り壊して勝手に中へ入る悪事を働いた。これがきっかけで担任から三重県伊賀市に位置する全寮制で令和以降の現在では人権問題となりかねないレベルの苛烈な管理教育並びにスパルタ教育を実施していた日生学園高等学校（現在は桜丘高等学校）の進学を強制され、中学卒業後の1979年に入学。2年生の頃に（1980年）には日生学園高等学校の兄弟校にあたる全寮制の日生学園第二高等学校（三重県津市、現在は青山高等学校）が開校し、浜田は同校へ転校する。在学中は寮の副学寮長、及びクラスの副委員長を務めていた。
非行がきっかけで入学した経緯もあり、松本には進学先のことを内緒にしていた。松本は「僕、結局、直接あいつからその学校の名前聞いたことはないです。もう、周りから完全にわかって、もう今や誰もが知ってる事実になってるけど、あいつの口からはまだ、僕は未だに一回も聞いたことはないんですよね」と語っている。
別々の高校に進学したため松本との交流は途絶え、共に吉本興業に入るという中学時代の約束も有耶無耶になっていた。浜田は競艇選手の試験を受けるも不合格（学科試験は通過するも面接で不合格）となり、松本は就職試験を受けて印刷会社から内定を得ていた。その後、浜田は偶然貰った吉本総合芸能学院(NSC)の広告を契機として松本を誘い、共にNSC大阪校1期生として入学。当初のコンビ名は「松本・浜田」だったが、複数回の改名（「まさと・ひとし」→「てるお・はるお」→「ライト兄弟」）を経て現在の「ダウンタウン」となった
1987年から始まった『4時ですよーだ』によって関西で多大なる人気を博し、1988年に『夢で逢えたら』で東京進出。『ダウンタウンのガキの使いやあらへんで!!』『ダウンタウンのごっつええ感じ』『HEY!HEY!HEY! MUSIC CHAMP』などで全国的に人気を獲得。
1990年以降は俳優としてテレビドラマへの出演も多く、『パパとなっちゃん』を皮切りに『ADブギ』『十年愛』『もしも願いが叶うなら』『人生は上々だ』『竜馬におまかせ!』『ひとりぼっちの君に』などで、主演・主演級を務めた。
1995年3月、H Jungle with t名義で発売したシングル『WOW WAR TONIGHT 〜時には起こせよムーヴメント』は200万枚超えの大ヒットとなる。また同年、スカジャンに501XX等のヴィンテージジーンズを合わせる、長髪の前髪をサングラスでカチューシャ替わりに上げるなど、浜田はファッションアイコンとしても注目を集めた。浜田のスタイルを真似た「ハマダー」は男性間の流行ファッションのひとつとなり、後輩芸人にも影響を与えている。
2025年3月10日、体調不良による静養のため一時活動休止を所属事務所の吉本興業が発表した。同年5月2日より活動を再開。

## 人物
テレビでは司会・進行役を担う機会が多い。番組の収録時間が短いことで知られ、『ダウンタウンDX』では毎回70分ほどの収録で済ませる（通常は放送尺に対して少なくとも倍の時間は収録する）。観客を入れた番組の場合はダレるのを嫌いその場のライブ感を重視しており、スタッフにも収録時間が極力伸びないよう求めている。また、大の阪神ファンである千秋の「優勝の瞬間を見たい」というリクエストに応じ、1時間番組の収録を45分で終えたこともある。
2003年12月8日に行われた、ザ・ドリフターズが全員揃っての最後の仕事となった『ドリフ大爆笑』のOP・EDの収録へ居合わせていた。当時の浜田は別番組収録のためスタジオ入りしていたが、ドリフが隣のスタジオで撮影中だと聞きつけ挨拶に訪れていた。メンバーと会話を交わし、亡くなる直前のいかりや長介とも対面している。この模様は撮影されており、後にテレビでも流された。
H jungle with tにてデュオを組んだ小室哲哉は、ボーカリストとしての浜田を「浜ちゃんは『キーが高い』という売れる条件を備えている。とりあえずCHAGE and ASKA・B'zはもう抜いた」と絶賛している。
役者及び声優として出演の際、または番組構成スタッフテロップでの表記は「浜田雅功」ではなく、旧字体が含まれた戸籍上の表記である「濵田雅功」としている。その理由は「役者業は個人で頂いている仕事なので、どうなろうが自分の責任であるから」「前者はダウンタウンとしての名義であり、その名義で個人活動していて失敗した場合には相方の松本に迷惑が掛かってしまうから」と述べている。ただし、この場合でも旧字体の使用に制限がある一部メディアでは、新字体の前者名義に修正した上で表記される。
似顔絵では唇を強調されることが多い。
ドSであることが芸人内では頻繁に語られている。収録番組などでは大抵カットされる場合が多いものの、共演者（特に同じ吉本所属の後輩）に理由もなく唐突に軽めの暴力を振るったり、あくまでギャグとしてだがパワハラ紛いの言動が出たりする。後輩への罰ゲームなどの類でも、悪ノリの末に過激なリアクション芸へ発展させることが少なくない。
好きな食べ物はコロッケ（特に中村屋）、柔らかいパン、かんぴょう巻き、焼きそば（特に日清焼そばU.F.O.が大好物）、鰤の照り焼き、目玉焼きの乗ったハンバーグ、しゃぶしゃぶ、キムチ、オムライス、ドーナツ（特にオールドファッション、エンゼルクリームが大好物）、マヨネーズ、食パン、好きな味噌汁の具は海苔。苦手な食べ物はトマトとコーヒー。
喫煙者であり、カメラが回っていなければリハーサル中やロケ中、打ち合わせ中、移動中にもたばこを嗜むほどのヘビースモーカー。
「一緒に吉本で漫才やろう」と松本を誘った張本人にも拘らず、お笑いに造詣が深く積極的に賞レースにて審査員及び立会人を務める松本とは対照的にお笑いへはほとんど興味を持たず、M-1グランプリといった賞レースも観ていないことを松本から度々ツッコまれている。
テレビで良い仕事をしていると感じた後輩のツッコミ芸人に矢部浩之（ナインティナイン）、名倉潤（ネプチューン）、蛍原徹、三村マサカズ（さまぁ〜ず）、天野ひろゆき（キャイ〜ン）、トシ（タカアンドトシ）、後藤輝基（フットボールアワー）の7名を挙げている。
渡辺徹・榊原郁恵夫妻とは家族ぐるみの付き合いであった。
先輩や大物芸能人に対しても容赦なく殴る・暴言を吐くなどするが、後で謝罪するなどのフォローを済ませており大物芸能人に可愛がられている。
引退する時期については具体的には考えていないものの、「元気なうちに辞めたい」という思いはあると語っている。

### 家族
妻は小川菜摘（1989年10月8日結婚）。長男はハマ・オカモトこと郁未、次男・未乘は土屋太鳳と幼稚園〜小学校時代の同級生で、2015年の時点でアメリカ合衆国へ留学していた。
両親は鹿児島県出身。実父・憲五郎は、ヒロミの実父と同郷の仲の良い同級生であり、大阪万博にてソ連館のペンキ塗りを請け負った塗装屋を営んでいた。
既婚者の妹がいる。

## 音楽作品
H Jungle with t名義の作品はH Jungle with t#ディスコグラフィーを参照。

### シングル

#### ダウンタウン
- 生きろ・ベンジャミン（浜田ヴァージョン）（1991年2月21日、CBS・ソニー）
浜田ソロでの初シングル。

#### 浜田雅功
- 春はまだか（1997年12月12日、Sony Records）
奥田民生プロデュースによるシングル。JR東日本CMソング。
Music Videoやテレビ出演には奥田も参加。
- 幸せであれ（1999年6月16日、WARNER MUSIC JAPAN）
朝日放送「人気者でいこう!」で企画されたソロシングル。
- ラブレター（2012年11月20日） - 雑誌「SWITCH」2012年12月号（Vol.30 No.12）の付録。
浜田が特集されたカルチャー雑誌「Swtich」Vol.30 No.12（2012年12月号）の付録CDとして収録。翌月には配信シングルとしてリリースされた。
作詞は放送作家で同級生の高須光聖、作曲・プロデュースは奥田民生。
楽器演奏ではベース以外は全て奥田が演奏しているが、ベースは「人の息子」とクレジットされており長男のハマ・オカモトが演奏している。

#### 浜田雅功と槇原敬之
- チキンライス（2004年11月17日、R and C）
作詞:松本人志、作曲・プロデュース・コーラスを槇原敬之が担当。小室同様に『HEY!HEY!HEY!』へ槇原がゲスト出演した際、浜田が曲作ってとお願いしたのがきっかけで作られた。詞には松本が幼少期のクリスマスに体験した出来事が込められており、槇原は松本の書き下ろした詞を読んで号泣した（『HEY!HEY!HEY! MUSIC CHAMP』より）。

#### 浜田ばみゅばみゅ
- なんでやねんねん（2015年12月16日、WARNER MUSIC JAPAN）
『ダウンタウンのガキの使いやあらへんで!!』の企画である「浜田アイドル化計画」で、完成した楽曲を聴いたネタ元のきゃりーぱみゅぱみゅを手がけるプロデューサー・中田ヤスタカ（CAPSULE）が、番組に「（浜田ばみゅばみゅに）曲を書きたい」と要請し、本格的なプロジェクトがスタート。きゃりーの全作品のアートディレクターを務める増田セバスチャンも加わり、本家の2人が全面プロデュースを担当した[34]。

#### 客演
- TK PRESENTS YOU ARE THE ONE（1997年1月1日、avex trax）
これまでの小室哲哉がプロデュースしたアーティストなどの出演によるチャリティーソング。ワンフレーズを歌唱。

### アルバム
- TK MILLION WORKS（1996年11月16日、avex trax）
  - 小室哲哉プロデュースのミリオンセラーを集めたベスト盤。「WOW WAR TONIGHT」を収録。
- avex 10th Anniversary Presents 十年百曲〜J-POP HIT（1998年8月5日、avex trax）
  - エイベックス設立10周年記念の2枚組100曲入りCD。「H Jungle with t」のシングルを3曲収録。
- ラスベガス・ファーストクラスの旅（1999年8月18日、WARNER MUSIC JAPAN）
  - 浜田と内藤剛志と袴田吉彦による、上記シングルを含む番組企画アルバム。
- ARIGATO 30 MILLION COPIES -THE BEST OF TK WORKS-（2000年3月23日、avex trax）
  - 小室哲哉プロデュース曲の3枚組ベスト。「H Jungle with t」のシングルを3曲とも収録。

## 映像作品

### VHS
※ 全て未DVD化
- MUSIC
  - H Jungle with t were born in 3.15,1995 （1995年5月24日） PV&ドキュメント。
  - GOING GOING HOME（1995年9月21日） PV&ドキュメント。
- ゴルフ
  - 浜田雅功 勝つためのゴルフ（1995年） ゴルフレッスンビデオ第1弾。全1巻。
  - 浜田雅功のシングルGOLF Vol.1 - 6（1997年） ゴルフレッスンビデオ第2弾。全6巻。
  - ゴルフ者でいこう! 1 - 6（1999年） ゴルフレッスンビデオ第3弾。全6巻。

### DVD
- 浜田雅功×横田真一のゴルフ新理論〜あなたのスウィングは間違っていた!? 〜（2013年4月3日）
浜田がプロゴルファーの横田真一に学びながら、自分に一番合ったスイングを見つけるためのゴルフ教則DVD。トッププロの片山晋呉・伊沢利光・深堀圭一郎・丸山茂樹が友情出演の他、後輩の井本貴史（ライセンス）・どりあんず・酒井将芳（サカイスト、現・マサヨシ）・森木俊介（ラフ・コントロール）・菊地浩輔（チーモンチョーチュウ）も出演している。

## 出演
ダウンタウンとしての出演番組・作品はダウンタウンの出演項目を参照。

### テレビバラエティ

#### レギュラー番組
現在
- 浜ちゃんが!（読売テレビ 木曜日 24時54分 - 25時24分）[35]
- プレバト!!（毎日放送 木曜日 19時 - 20時）[35]
- ごぶごぶ（毎日放送 土曜日 14時00分 - 15時00分）
- ジャンクSPORTS（フジテレビ 土曜日 17時 - 17時30分）[35]
- オオカミ少年（TBS 金曜日 19時 - 20時）[35]

過去
- 浜田雅功のシングルGOLF（1996年、TBS）
- HAMASHO（1997年 - 1999年・2002年、読売テレビ）[35]
- 人気者でいこう!（1997年 - 2001年、朝日放送） - 「濵田雅功」名義で構成も担当[35]。
- ゴルフ者でいこう!（1999年、テレビ朝日）
- HAMADA COMPANY 弾丸!ヒーローズ（2001年10月 - 2002年3月、朝日放送）[35]
- ハマラジャ（2002年4月 - 9月、テレビ東京）[35]
- WINNERS（2002年10月 - 2003年3月、テレビ東京）
- 浜ちゃんと!（2003年10月 - 2008年9月、読売テレビ）[35]
- イチハチ（2009年10月28日 - 2011年3月30日、毎日放送）[35]
- ジャパーン47ch→ジャパーン47chスーパー!（2011年4月27日 - 12月7日、毎日放送）[35]
- Oh!どや顔サミット（2011年4月15日 - 2013年3月1日、朝日放送） - 2010年12月17日に単発番組有名人が極秘情報を流出!「世界!どや顔サミット」としてパイロット版が放送された[35]。
- ケンゴローサーカス団→ケンゴロー（2016年4月5日 - 2017年3月28日、毎日放送）
- スポーツジャングル（2016年4月 - 2017年3月、フジテレビ）
- ごるごる （2017年10月 - 12月、2018年4月 - 6月、毎日放送）
- トリニクって何の肉!?（2019年4月 - 2022年3月、朝日放送）[35]

#### 特別番組
＊MCもしくはメインキャスト
- ダウンタウンの浜ちゃんパパ 100%素の正月ハワイ旅行（1996年1月21日、テレビ朝日）
- 浜ちゃんのこれが聖地や! 〜St.Andrews〜（2000年7月16日、テレビ朝日）
- プロ野球オールスター場外乱闘ホントのところ日本一はどこなんだスペシャル（2002年 - 2005年、関西テレビ）
- 夢見るタマゴ!熱血浜田塾（2002年 - 2004年・2006年 - 2007年、NHK総合）
- 浜田雅功が堺正章と48時間寝ないでxxスペシャル（2003年6月30日、読売テレビ）
- ゆかいな仲間旅PART1 浜田&志村の箱根･熱海ふたりで行ってみたい温泉宿（2003年11月1日、読売テレビ）
- 読売テレビ 浜田出演新春特番[注釈 5]
  - 浜田雅功が堺正章と新春グルメスペシャル（2004年）
    - 浜田雅功&堺正章の新春恒例!!夢グルメ（2005年）
    - 浜田雅功が堺正章と新春SP 超豪華スターと最高級グルメバトル!（2006年）
    - お年玉争奪!浜田雅功が堺正章と!!大新年会スペシャルin沖縄（2007年）
    - 浜田雅功が堺正章と!究極の食材で作る絶品料理食べまくりSP（2009年）

  - 浜ちゃんの大新年会!〜キム兄の絶品料理争奪戦スペシャル〜（2008年）
  - 浜ちゃんの大正月SP芸能人(秘)私生活大捜査（2011年）
    - 浜ちゃんの芸能界一斉捜査 正月からお前ら調子乗ってんのかSP （2012年）
    - 芸視庁!浜田署長の正月から芸能人一斉取り締まリスペシャル（2013年）

  - 浜田が志村とリアクション芸ダメ出しSP（2015年 - 2017年）
  - 浜田雅功と志村けんが遂に対決!新春!運芸会（2018年）
  - ふり返れば同級生がいる!（2019年・2020年）
  - 浜田が豪華ゲストと専門店で新春爆買いツアー!（2021年・2022年）
  - 浜田大吉濱家主催 新春ツッコミ芸人総会（2023年・2024年）[36]
- 世界の浜田プロジェクト（2004年 - 2005年、テレビ朝日）
- 芸能人格付けチェック（2005年 - 、 朝日放送テレビ）
- 浜田雅功&小川菜摘ファミリーの海外旅行にココリコ遠藤&千秋が!!そしてモモコ家族が乱入!超豪華珍道中密着スペシャル （2005年（グアム）・2007年（ベトナム）、読売テレビ）
- THE CHAIR（2005年、TBS）
- ハンサム3（2005年12月30日、毎日放送）
- 芸能界激震クイズ!!超無礼講!そこまで言っちゃっていいのか?（2006年1月2日、関西テレビ）
- 浜田雅功の新春太っ腹!スーパースターにお年玉あげちゃおうSP（2007年1月3日、関西テレビ）
- 浜田スーパー親子塾（2007年5月11日、テレビ東京）
- 浜田警察24時 （2007年・2008年、読売テレビ）
- 誰でもクイズメイカー（2008年3月15日、TBS）
- ダヴィンチの夢〜浜田未来科学研究所〜（2008年5月5日、NHK総合）
- U-15美少女限定!私たちは天使だ!教えて浜ちゃん芸能界で当てて親孝行するぞSP!! （2009年1月9日、毎日放送）
- キミハ・ブレイク 夢のシゴトにつく条件（2009年5月19日、TBS）
- 涙のツボ〜私はこれで必ず泣いてしまいます〜（2010年7月2日、朝日放送）
- 浜田探検部（2010年4月2日、日本テレビ）
- あの有名番組で流れた　TBSのニュース速報 今夜すべて大公開SP（2010年12月21日、TBS）
- 超人気芸人ガチで大ゲンカ祭（2011年12月21日・2012年12月29日・2013年12月29日、毎日放送）
- 神がかりハプニング!プラチナ映像アワード（2013年 - 2015年、TBS）
- いい夫婦の日SP!!浜田&菜摘が記念旅行（2014年11月22日、TBS）
- 浜ちゃんのそろそろスター誕生!（2015年10月4日、朝日放送）
- 激突!!ニッポン仕事人 若き才能VSベテランの技（2016年3月31日、TBS）
- ツウぶってる芸能人はリアル通?芸能界スッカスカ博覧会（2017年9月26日、毎日放送）
- ヒロド歩美のレジェンドに会いたい 浜田雅功 初めての告白60分!（2022年9月24日、ABCテレビ）[37]
- ツッコミたくなる事件簿 浜田新聞社（2024年3月17日、読売テレビ）[38]
- ツッコミ芸人総会2024 大忘年会（2024年12月19日、読売テレビ・日本テレビ系）[39]

### インターネット配信
- 自分ギリギリやで!!祝!ダウンタウンの浜田雅功が初登場!テレビじゃ語らない超ギリギリ生トーク連発の2時間SP!（2009年7月30日、ニコニコ生放送）
  - 冬だ!Xmasだ!コメントだ!不安だらけの13時間ぶっ通し生放送内 「自分ギリギリやで!!」 （2009年12月18日、ニコニコ生放送）
- 戦闘車（Amazonプライム・ビデオ）
- 浜ちゃん後輩と行く（大阪チャンネル）

### テレビドラマ
- 普通の結婚式（1990年、TBS）
- 夢帰行（1990年、NHK）
- パパとなっちゃん（1991年、TBS） - 梅田大介 役
- ADブギ（1991年、TBS） - 杉田巧 役
  - AD・リターンズ（1992年）
- 十年愛（1992年、TBS） - 粟野嵐 役
  - 十年愛スペシャル（1993年）
- もしも願いが叶うなら（1994年、TBS） - 毛利虎男 役
  - もしも願いが叶うならスペシャル（1995年）
- パパはニュースキャスター 帰ってきた鏡竜太郎スペシャル（1994年、TBS） - 亀山哲夫 役
- 人生は上々だ（1995年、TBS） - 主演・内藤八郎 役
- 竜馬におまかせ!（1996年、日本テレビ） - 主演・坂本竜馬 役
- ひとりぼっちの君に（1998年、TBS） - 主演・国松新太郎 役 ※本名の濵田雅功表記
- 浜田雅功の実験ドラマ 平成ミステリー事件簿（1999年、朝日放送）
- 目撃者 - 女探偵 VS 嘘つき少年（1999年、TBS）
- 伝説の教師 最終回（2000年、日本テレビ） - 北山恵文 役 ※友情出演
- Friends（2000年、TBS） - 主演・幸田順平 役 ※本名の濵田雅功表記
- 明日があるさ（2001年、日本テレビ） - 主演・浜田課長 役
  - 明日があるさスペシャル（2002年1月）
- Happy!（2006年、TBS） - パパイヤ宮殿の店長 役 ※特別出演
- Happy!2〜私、先輩の為に頑張ります〜（2006年、TBS） - 空き地の男 役 ※特別出演
- 熱血教師スペシャル 夢の見つけ方教えたる!（2008年3月8日、フジテレビ） - 主演・今村克彦 役 ※ 本名の濵田雅功表記
  - 熱血教師スペシャル 夢の見つけ方教えたる!2（2010年3月13日）
- ROOKIES 第1話（2008年、TBS） ※エキストラ出演
- 検事・鬼島平八郎（2010年、朝日放送・テレビ朝日） - 主演・鬼島平八郎 役 ※ 本名の濵田雅功表記

### ラジオ
- RADIPEDIA（2013年1月4日、J-WAVE） - パーソナリティーで息子のハマ・オカモトと初共演[40][41]。
- Tresen（2018年6月29日、FMヨコハマ） - パーソナリティーで元々浜田の可愛がっていた後輩でもある元芸人の植松哲平への激励を兼ねて、プライベートで横浜まで食事に来ていた井本貴史（ライセンス）・平井俊輔（どりあんず）・森木俊介（ラフ・コントロール）・菊地浩輔（チーモンチョーチュウ）ら後輩たちと共にサプライズで出演[42][43][44]。
- 木村拓哉 Flow supported by GYAO!（2019年3月、TOKYO FM） - 『人生は上々だ』で共演以降、プライベートでもゴルフ仲間で親交がある木村から対談指名を受けてのマンスリーゲスト。
- SOPHIA 松岡充 のreturn to OSAKA ～本当に進化したのか?!～（2022年12月17日、エフエム大阪）- 浜田がホスト役のMBSテレビ『ごぶごぶ』の10日と17日放送回に松岡がゲストで登場し、「僕がFM大阪でやっている番組に出てほしい」とリクエストしたことから実現。
- ごぶごぶラジオ（2023年4月8日(4月7日未明) - 、MBSラジオ）- パーソナリティー[45]

### 映画
- ポップコーン LOVE（1990年、バンダイ） - 大野昇仁 役
- 昭和鉄風伝 日本海（1991年、エンボディメント・フィルムズ） - 主演・和賀鉄夫 役
- スペーストラベラーズ（2000年、東映） - 野々村清 役
- 明日があるさ THE MOVIE（2002年、東宝） - 主演・浜田課長 役

### テレビアニメ
- アニメでお正月2000!ポケモンとバカボンのお正月スペシャル（2000年） - ヤドキング 役

### 劇場アニメ
- 劇場版ポケットモンスター 幻のポケモン ルギア爆誕（1999年） - ヤドキング 役

### 海外アニメ
- シュレックシリーズ - シュレック 役
  - シュレック（2001年）
  - シュレック2（2004年）
  - シュレック3（2007年）
  - シュレック フォーエバー（2010年）

### CM
- 日本コカ・コーラ「ジョージア ZOTTO」（1996年）
- JR東日本「JR SKISKI」（1997年 - 1999年）
- サントリー
  - V.O
    - 「ゴダール編」（1998年3月 - ）
    - 「パローレ編」（1999年4月13日 - ）

  - キレ味[生]
    - 「記者発表・後篇」（2005年7月26日 - ）
    - 「試飲会篇」（2005年8月26日 - ）
- 森永製菓 ウイダーinゼリー（2007年4月 - ） - 浜田部長 役
- アサヒビール クリアアサヒ（2008年3月25日 - ）
- イノフィス マッスルスーツ Every「ハマダがいい人になった篇」（2019年11月22日 - ）[46]
- 出前館
  - 「つかれちゃった人へ」篇「いそがしい人へ」篇（2019年12月14日 - ）[47]
  - 「Demae-canの歌」篇（2020年7月3日 - ）[48]
  - 「お届け」篇（2020年7月14日 - ）[49]
- テクタイト Shot Navi - 井本貴史（ライセンス）、どりあんずと共演[50]
  - 「待ちきれない浜ちゃん編」（2022年5月28日 - ）
  - 「みんなでベストスコア編」（2022年5月28日 - ）
- SMBCコンシューマーファイナンス「プロミス」（2023年9月 - ）

## 演じた俳優
- 堂本直宏（堂本剛）（ドラマ『ダウンタウン物語』1987年、毎日放送） - 幼少期の浜田役
- 間慎太郎（舞台『吉本百年物語 アンチ吉本・お笑いレボリューション』2013年）

## 書籍

### 著書
- 読め!（1995年、光文社、雑誌『女性自身』連載）ISBN 4334725295
  - 読め! (光文社文庫) （1997年、光文社）ISBN 978-4334725297
- がんさく（1997年、ワニブックス）ISBN 4847012755
  - がんさく (幻冬舎よしもと文庫) （2009年、幻冬舎）ISBN 978-4344412750

### 関連書籍
- おかえりっ! 浜田雅功ファミリーのできるまで（1996年、扶桑社）ISBN 4594019420
  - 妻であるタレントの小川菜摘によるエッセイ。
- HAMASHOの本（1999年、ワニブックス）ISBN 4847013050
浜田と笑福亭笑瓶が出演した番組「HAMASHO」をまとめたもの。
- エッ!そうくるかぁー（笑） 浜田家式お約束（2000年、扶桑社）ISBN 4594028888
  - 小川菜摘のエッセイ集第2弾。浜田があとがきを寄せている。